# Tămâioasă românească
Tămâioasa românească este un vechi soi românesc de struguri folosit pentru producerea de vinuri de calitate albe, dulci și aromate. Acest soi cultivat de mai bine de două milenii în spațiul românesc își găsește rădăcinile în sudul Greciei antice, fiind apreciat de către toate popoarele aflate în bazinul Mării Mediterane, unde era folosit ca monedă de schimb.
În spațiul românesc, soiul a ajuns atât prin coloniștii greci, cat și prin intervenția romanilor. Suprafața totală actuală cultivată cu Tămâioasă românească este de aproape 1.000 de hectare. Pentru a se produce vinuri cu denumire de origine controlată (DOC), acest soi este cultivat în Cotnari, Huși, Dealu Mare (Valea Călugărească, Urlați, Ceptura, Tohani, Merei, Zorești și Breaza), Pietroasele, Ștefănești, Argeș, Drăgășani, Banu Mărăcine, Segarcea, Mehedinți (Severin, Corcova, Golul Drâncei, Vânju Mare, Orevița), Murfatlar (Medgidia și Cernavodă) și Banat la Cramele Recaș. 
Producția de struguri este relativ modestă, de până la 8-10.000 kg/ha și scade în procesul de supracoacere ajungând la 4-6.000 kg/ha. Strugurii acumulează frecvent 240-250 g/l zaharuri, iar în anii favorabili chiar 270-300 g/l.
Vinurile au un conținut de alcool de 12%-12,5%, de o culoare între galben-auriu și chihlimbariu, cu o aromă bogată  de flori de tei și salcâm, cu o mare persistență gusto-olfactivă. Intensitatea aromei se  menține la învechirea în sticlă până la 7-8 ani după care intensitatea scade, iar aroma sugerează mirosul fagurelui de miere.